# Wólka Pokłonna
Wólka Pokłonna – wieś w Polsce, położona w województwie świętokrzyskim, w powiecie kieleckim, w gminie Raków.
| SIMC    | Nazwa    | Rodzaj     |
| ------- | -------- | ---------- |
| 0266198 | Czarna   | przysiółek |
| 0266206 | Mokradle | przysiółek |

W latach 1975–1998 miejscowość administracyjnie należała do województwa kieleckiego.
23.11.1863 r. miała tu miejsce potyczka Powstania Styczniowego.
Przez wieś przechodzi  żółty szlak turystyczny z Szydłowa do Widełek.